# Бойно поле (2013)
„Бойно Поле 2013“ (Бойно Поле) е 1-вият турнир, под името WWE Battleground, е турнир на Световната федерация по кеч.
Турнирът е pay-per-view и се провежда на 6 октомври 2013 г.

## Мачове
| #                               | Мач                                                                  | Правила | Време |
| Battleground Kickoff (Pre-show) | Долф Зиглър победи Деймиън Сандау                                    | Сингъл мач | 10:22 |
| 1                               | Алберто Дел Рио (c) победи Роб Ван Дам                               | Бойно поле екстремни правила мач за световната титла в тежка категория | 17:28 |
| 2                               | Джак Суагър и Антонио Сезаро победиха Сантино Марела и Великият Кали | Отборен мач | 07:11 |
| 3                               | Майкъл Макгиликъти (c) победи Рон Килингс                            | Сингъл мач за интерконтиненталната титла | 07:36 |
| 4                               | Ей Джей Лий (c) (с Тамина) победи Бри Белла (с Ники Белла)           | Сингъл мач за титлата на дивите | 06:37 |
| 5                               | Голдъст и Коуди Роудс победиха Щитът (Роман Рейнс и Сет Ролинс)      | Отборен мач Тъй Голдъст и Коуди спечелиха, те са били върнати на работа Дъсти би загубил работата си като треньор на NXT и семейството Роудс биха били забранени от Кеча. | 13:33 |
| 6                               | Брей Уаят (с Люк Харпър и Ерик Роуан) победи Кофи Кингстън           | Сингъл мач | 08:21 |
| 7                               | Си Ем Пънк победи Райбек (с Пол Хеймън)                              | Сингъл мач | 14:21 |
| 8                               | Даниел Брайън се бореше със Ранди Ортън до някакво състезание        | Сингъл мач за свободната титла на световната федерация по кеч | 23:49 |